# Pelargonium luridum
Pelargonium luridum gehört zur Gattung Pelargonium innerhalb der  Familie der Storchschnabelgewächse (Geraniaceae). Die Art wurde erstmals von Andrews im Jahr 1805 als Geranium luridum beschrieben.

## Beschreibung

### Vegetative Merkmale
Die Art wächst als Geophyt mit einer holzigen, unterirdischen Knolle, sehr kurzen Trieben und erreicht Wuchshöhen, während der Blütezeit, von bis zu 100 Zentimeter. Die Blätter an einer einzelnen Pflanze können sehr variabel ausgebildet sein. Die ersten Blätter sind seicht gelappt bis fiederschnittig oder doppelt fiederschnittig. Die späteren Blätter sind viel tiefer eingeschnitten und mit schmaleren Segmenten versehen. Die Nebenblätter sind linaelisch bis dreieckig geformt.

### Generative Merkmale
Der unverzweigte Blütenstand trägt 5 bis 60 Einzelblüten. Der Blütenbecher ist sehr lang ausgebildet. Die fünf, blassrosa, gelb, weiß oder rot (nur bei Vorkommen in Mosambik und Angola) gefärbten Kronblätter sind spatelig und fast gleich groß. Die oberen zwei sind ausgerandet. Es sind sieben fertile Staubblätter vorhanden.

## Vorkommen
Pelargonium luridum kommt in den afrikanischen Ländern Zaire, Sambia, Malawi, Tansania, Angola, Mosambik, Eswatini, Simbabwe und in Südafrika, mit Ausnahme der westlichen Provinzen, vor.

## Taxonomie
Die Erstbeschreibung erfolgte 1805 durch Henry Charles Andrews. Robert Sweet stellte die Art 1824 in die Gattung Pelargonium.
Synonyme sind Polyactium aconitiphyllum Eckl. & Zeyh. (1836), Pelargonium aconitiphyllum (Eckl. & Zeyh.) Steud. (1841), Pelargonium angulosum  Szyszyl. (1888), Pelargonium heckmannianum  Engl. (1902) und viele andere mehr. Da die Art sehr variabel ist, wird vermutet, dass es sich um mehrere Taxa handelt.
Die Art gehört zur Sektion Polyactium DC. Sie wird in der Roten Liste der gefährdeten Pflanzenarten Südafrikas als „Least Concern“ = „nicht gefährdet“ bewertet.

## Nachweise